# Henry Dafel
Henning Johannes „Henry” Dafel (ur. 8 stycznia 1889 w Pretorii, zm. 21 sierpnia 1947 w Darling Point w stanie Nowa Południowa Walia) – południowoafrykański lekkoatleta specjalizujący się w długich biegach sprinterskich, srebrny medalista letnich igrzysk olimpijskich w Antwerpii (1920) w sztafecie 4 × 400 metrów.

## Sukcesy sportowe
| Rok  | Miasto    | Zawody                      | Konkurencja                      | Wynik                    |
| ---- | --------- | --------------------------- | -------------------------------- | ------------------------ |
| 1920 | Antwerpia | letnie igrzyska olimpijskie | sztafeta 4 × 400 m bieg na 400 m | srebrny medal 6. miejsce |

## Rekordy życiowe
- bieg na 400 m – 48,7 – 1920